# Kyōko Enami
Pour les articles homonymes, voir Enami.
Kyōko Enami (江波杏子, Enami Kyōko), née le 15 octobre 1942 à Sendagaya, dans l'arrondissement de Shibuya-ku à Tokyo (Japon), morte le 27 octobre 2018, est une actrice japonaise. Son vrai nom est Kasumi Nohira (野平 香純, Nohira Kasumi).

## Biographie
Kyōko Enami rejoint la Daiei en 1959 et fait ses premières apparitions au cinéma en tant qu'actrice dès l'année suivante. Elle est la fille de l'actrice Kazuko Enami (ja), son nom de scène est dérivé de celui de sa mère.
Elle meurt à l'âge de 76 ans des suites d'un emphysème pulmonaire dans un hôpital de Tokyo le 27 octobre 2018.

## Filmographie partielle

### Au cinéma

#### Années 1960
- 1960 : La Princesse errante (流転の王妃, Ruten no ōhi?) de Kinuyo Tanaka[2] : la collègue d'Eisei (non créditée)
- 1960 : Asu kara otonada (明日から大人だ?) de Haruo Harada
- 1960 : Onna wa teikō suru (女は抵抗する?) de Tarō Yuge (ja)
- 1960 : Tōkyō no josei (東京の女性?) de Shigeo Tanaka
- 1960 : Un amour insensé (痴人の愛, Chijin no ai?) de Keigo Kimura
- 1960 : Ore no namida wa amakunai (俺の涙は甘くない?)
- 1960 : La Femme qui touchait les jambes (足にさわった女, Ashi ni sawatta onna?) de Yasuzō Masumura
- 1960 : Ginza no dora-neko (銀座のどら猫?) de Yoshio Inoue
- 1960 : Dare yori mo kimi o aisu (誰よりも君を愛す?) de Shigeo Tanaka : Yūko Kinami
- 1960 : Kao (顔?) de Kōji Shima
- 1960 : Tendre et folle adolescence (おとうと, Otōto?) de Kon Ichikawa : infirmière Miyata
- 1960 : Dankon gai no yūjō (弾痕街の友情?) de Mitsuo Murayama (ja)
- 1961 : Ginzakko monogatari (銀座っ子物語?) d'Umetsugu Inoue : Momoko
- 1961 : Vivre pour l'amour (恋にいのちを, Koi ni inochi o?) de Yasuzō Masumura : Mikoto Fuji
- 1961 : Kaze to kumo to toride (風と雲と砦?) de Kazuo Mori : Hime
- 1961 : Wakai nakama (若い仲間?) de Kōji Shima
- 1961 : Dare yori mo dare yori mo kimi o aisu (誰よりも誰よりも君を愛す?) de Shigeo Tanaka
- 1961 : Onna no tsurihashi (女のつり橋?) de Keigo Kimura : Reiko (épisode 1)
- 1961 : Kitakami yakyoku Kitakami kawa no hatsukoi (北上夜曲 北上川の初恋?) de Yoshio Inoue
- 1961 : Shin jinsei gekijō (新人生劇場?) de Tarō Yuge (ja)
- 1961 : Les femmes naissent deux fois (女は二度生れる, Onna wa nido umareru?) de Yūzō Kawashima
- 1961 : Les Sœurs encombrantes (うるさい妹たち, Urusai imōtotachi?) de Yasuzō Masumura : Naoko
- 1962 : Keshin (化身?) de Kazuo Mori
- 1962 : Yume de aritai (夢でありたい?) de Sōkichi Tomimoto (ja)
- 1962 : Onna wa yogiri ni nureteiru (女は夜霧に濡れている?) de Yoshio Inoue : Masumi Domoto
- 1962 : Heiten jikan (閉店時間?) d'Umetsugu Inoue : Sayuri Maki
- 1962 : Kujira kami (鯨神?) de Tokuzō Tanaka
- 1962 : Je n'oublie pas cette nuit (その夜は忘れない, Sono yo wa wasurenai?) de Kōzaburō Yoshimura : Yoshiko
- 1963 : Teinen taishoku (停年退職?) de Kōji Shima
- 1963 : Mensonges (嘘, Uso?) (1er segment : Play Girl) de Yasuzō Masumura : Mie
- 1963 : Watashi o fukaku umete (わたしを深く埋めて?) d'Umetsugu Inoue : Megumi Tokumaru
- 1963 : Onna ga aishite nikumu toki (女が愛して憎むとき?) de Sōkichi Tomimoto (ja) : Nobuko
- 1963 : Kuro no shōhyō (黒の商標?) de Tarō Yuge (ja)
- 1963 : Nanzai sakusen No. 1 (犯罪作戦ＮＯ．１?) d'Umetsugu Inoue
- 1963 : Ankokugai No. 1 (暗黒街ＮＯ．１?) de Shigeo Tanaka
- 1963 : Akumyo ichiban (悪名一番?) de Tokuzō Tanaka : Keiko
- 1964 : Le mari était là (「女の小箱」より 夫が見た, Otto ga mita 'Onna no kobako' yori?) de Yasuzō Masumura : Emi Aoyama
- 1964 : Yarareru mae ni yare (殺られる前に殺れ?) de Tarō Yuge (ja)
- 1964 : Yadonashi inu (宿無し犬?) de Tokuzō Tanaka
- 1964 : Kaitei hanzai No. 1 (海底犯罪ＮＯ．１?) de Shigeo Tanaka
- 1964 : Modae (悶え?) d'Umetsugu Inoue : Mitsuko Sawaki
- 1965 : Gorotsuki inu (ごろつき犬?) de Tetsutarō Murano
- 1965 : Kajitsu no nai mori (花実のない森?) de Sōkichi Tomimoto (ja) : Setsuko
- 1965 : Obi o toku Natsuko (帯をとく夏子?) de Shigeo Tanaka : Sumiko Kogure
- 1965 : Furin (不倫?) de Shigeo Tanaka : Maki
- 1965 : Kuroi yuwaku (黒い誘惑?) d'Umetsugu Inoue
- 1965 : Gakusei jingi (学生仁義?) de Mitsuo Murayama (ja)
- 1965 : Mikkokusha (密告者?) de Shigeo Tanaka
- 1965 : The Guardman: Tōkyō yōjimbō (ザ・ガードマン 東京用心棒?) d'Akira Inoue (en) : Midori Imoto
- 1966 : Waka oyabun kenka-jō (若親分喧嘩状?) de Kazuo Ikehiro
- 1966 : Fukushū no kirifuda (復讐の切り札?) de Shunkai Mizuho (ja)
- 1966 : Zeni no toreru otoko (銭のとれる男?) de Tetsutarō Murano
- 1966 : Gamera contre Barugon (大怪獣決闘 ガメラ対バルゴン, Daikaijū kettō: Gamera tai Barugon?) de Shigeo Tanaka : Karen
- 1966 : Yoidore hakase (酔いどれ博士?) de Kenji Misumi
- 1966 : Kisama to ore (貴様と俺?) de Tarō Yuge (ja)
- 1966 : Satsujinsha (殺人者?) de Kimiyoshi Yasuda
- 1966 : Onna no toba (女の賭場?) de Shigeo Tanaka
- 1967 : Deux épouses (妻二人, Tsuma futari?) de Yasuzō Masumura : Rie Nagai
- 1967 : Hayauchi inu (早射ち犬?) de Tetsutarō Murano
- 1967 : Onna tobakushi (女賭博師?) de Tarō Yuge (ja)
- 1967 : Akuma kara no kunshō (悪魔からの勲章?) de Mitsuo Murayama (ja) : Kayo Sawara
- 1967 : Waka oyabun kyōjō tabi (若親分兇状旅?) de Kazuo Mori
- 1967 : G-Men of the Sea (海のＧメン 太平洋の用心棒, Umi no G-Men: Taiheiyō no yōjinbō?) de Shigeo Tanaka
- 1967 : Onna toba arashi (女賭場荒し?) de Tarō Yuge (ja)
- 1967 : Dokuyaku no niou onna (毒薬の匂う女?) de Sōkichi Tomimoto (ja) : Yumi Takagi
- 1967 : Sanbiki no onna tobakushi (三匹の女賭博師?) de Shigeo Tanaka
- 1968 : Kantō onna tobakushi (関東女賭博師?) de Yoshio Inoue
- 1968 : Onna tobakushi norikomu (女賭博師乗り込む?) de Shigeo Tanaka
- 1968 : Onna tobakushi tekkaba yaburi (女賭博師鉄火場破り?) de Yoshio Inoue
- 1968 : Onna tobakushi amadera kaichō (女賭博師尼寺開帳?) de Shigeo Tanaka
- 1968 : Onna tobakushi zetsuenjō (女賭博師絶縁状?) de Shigeo Tanaka
- 1968 : Onna tobakushi okunoin kaichō (女賭博師奥ノ院開帳?) de Yoshio Inoue
- 1968 : Onna tobakushi midaretsubo (女賭博師みだれ壺?) de Shigeo Tanaka
- 1969 : Onna tobakushi saikoro keshō (女賭博師さいころ化粧?) de Yoshio Inoue
- 1969 : Shōwa onna jingi (昭和おんな仁義?) de Tarō Yuge (ja) : Tomoko Kumoi
- 1969 : Onna tobakushi jūban shōbu (女賭博師十番勝負?) de Shigeo Tanaka
- 1969 : Onna koroshiya: Mesu inu (女殺し屋 牝犬?) de Yoshio Inoue
- 1969 : Onna tobakushi chōhan tabi (女賭博師丁半旅?) de Yoshio Inoue
- 1969 : Onna tobakushi hana no kirifuda (女賭博師花の切り札?) de Yoshio Inoue
- 1969 : Akumyō ichiban shobu (悪名一番勝負?) de Masahiro Makino : Orin

#### Années 1970
- 1970 : Femme yakuza (女組長, Onna kumichō?) de Masahiro Makino
- 1970 : Onna tobakushi tsubo kurabe (女賭博師壺くらべ?) de Yoshio Inoue
- 1970 : Onna himitsu chōsain kuchibiru ni kakero (女秘密調査員 唇に賭けろ?) de Mitsuo Murayama (ja)
- 1971 : Shin onna tobakushi tsubo gure hada (新女賭博師 壺ぐれ肌?) de Kenji Misumi
- 1971 : Futari dake no asa (二人だけの朝?) de Takeshi Matsumori
- 1971 : Les Loups (出所祝い, Shussho iwai?) de Hideo Gosha
- 1972 : Shōwa onna bakuto (昭和おんな博徒?) de Tai Katō
- 1972 : Kogarashi Monjirō (木枯し紋次郎?) de Sadao Nakajima : Oyū
- 1973 : La Ballade de Tsugaru (津軽じょんがら節, Tsugaru jongara bushi?) de Kōichi Saitō : Isako Nakazato
- 1975 : Kokuso sezu (告訴せず?) de Hiromichi Horikawa
- 1975 : Une nouvelle rencontre (再会, Saikai?) de Kōichi Saitō
- 1976 : Yokohama ankokugai: Mashingan no ryū (横浜暗黒街 マシンガンの竜?) d'Akihisa Okamoto
- 1977 : Histoire de mélancolie et de tristesse (悲愁物語, Hishū monogatari?) de Seijun Suzuki : Senbō
- 1978 : Last of the Ako Clan (赤穂城断絶, Akō-jō danzetsu?) de Kinji Fukasaku : Ukibashi
- 1979 : Nihon no fikusā (日本の黒幕?) de Yasuo Furuhata

#### Années 1980
- 1980 : Jun (純?) de Hiroto Yokoyama (ja)
- 1980 : Kōfukugō shuppan (幸福号出帆?) de Kōichi Saitō
- 1982 : Tono monogatari (遠野物語?) de Tetsutarō Murano : Miko
- 1984 : Itoshiki hibiyo (愛しき日々よ?) de Nobuhiko Hosaka : Nui Hiroi
- 1985 : Akko-chan no nikki (あっこちゃんの日記?)
- 1986 : Kokushi musō (国士無双?) de Nobuhiko Hosaka
- 1988 : Hanazono no meikyu (花園の迷宮?) de Shun’ya Itō : Kiku Akimoto
- 1988 : Dogura Magura (ドグラ・マグラ?) de Toshio Matsumoto : Yayako
- 1988 : Kanashi iro yanen (悲しい色やねん?) de Yoshimitsu Morita : Kanbumori

#### Années 1990
- 1991 : Mo no shigoto (喪の仕事?) de Takumi Kimizuka
- 1992 : La Princesse Go (豪姫, Gō-hime?) de Hiroshi Teshigahara
- 1993 : Nurse Call (ナースコール, Nāsu kōru?) de Shun'ichi Nagasaki : l'infirmière en chef Matsuko Ogasawara
- 1994 : Shūdan sasen (集団左遷?) de Shun'ichi Kajima (ja)
- 1999 : Hakuchi, l’idiote (白痴, Hakuchi?) de Makoto Tezuka

#### Années 2000
- 2001 : Gokudō no onna-tachi: Jigoku no michizure (極道の妻たち 地獄の道づれ?) de Ikuo Sekimoto (en)
- 2002 : KT de Junji Sakamoto
- 2003 : Anego (姐御?) de Haruo Ichikura (ja)
- 2003 : 1980 de Keralino Sandrovich (ja)
- 2006 : Ōoku (大奥?) de Tōru Hayashi (ja)
- 2007 : Kisshō Tennyo (en) (吉祥天女?) d'Ataru Oikawa
- 2009 : Gokusen: The Movie (ごくせん THE MOVIE?) de Tōya Satō (ja) : Ryoko Akagi

#### Années 2010
- 2010 : Shokudō katatsumuri (食堂かたつむり?) de Mai Tominaga
- 2010 : Bokutachi no pureibōru (僕たちのプレイボール?) de Jun'ichi Mimura (ja)
- 2010 : Yukizuri no machi (行きずりの街?) de Junji Sakamoto : Eiko Tezuka
- 2010 : Aibō: Gekijō-ban II (相棒 劇場版II?) de Seiji Izumi (ja) : Lee
- 2012 : Ōran kōkō hosutobu (桜蘭高校ホスト部?) de Chul Han (ja) : Shizue
- 2013 : Sakura, futatabi no Kanako (桜、ふたたびの加奈子?) de Minoru Kurimura (ja)
- 2013 : Why Don't You Play in Hell? (地獄でなぜ悪い, Jigoku de naze warui?) de Sion Sono : Mme Ōtani
- 2014 : Budō no namida (ぶどうのなみだ?) de Yukiko Mishima
- 2014 : Ichijiku no mori (無花果の森?) de Tomoyuki Furumaya
- 2018 : Shōnen (娼年?) de Daisuke Miura (ja) : une vieille dame

### À la télévision
- 1982 : G-Men '82 (Gメン'82?) (série télévisée)
- 1986 : Aitsu to watashi (あいつと私?) (téléfilm)
- 1990 : Kindaichi Kōsuke no kessaku suiri : Akuma no temariuta (金田一耕助の傑作推理 / 悪魔の手毬唄?) (téléfilm)
- 1997 : Misesu Shinderera (ミセスシンデレラ?) (série télévisée)
- 1999 : Oni no sumika (鬼の棲家?) (série télévisée)
- 2003 : Anata no jinsei ohakobishimasu (あなたの人生お運びします!?)
- 2003 : Hitonatsu no Papa e (ひと夏のパパへ?)
- 2006 : Fushin no toki (不信のとき?)
- 2007 : Chiritotechin (ちりとてちん?)
- 2007 : Konshū, tsuma ga uwaki shimasu
- 2008 : Gokusen (série télévisée)
- 2009 : Ninkyō herupā
- 2009 : Q.E.D. : Shōmei shūryō (Q.E.D. 証明終了?)
- 2010 : Daibutsu kaigen :
- 2010 : Rikon doukyo
- 2011 : Fuyu no sakura
- 2011 : Ouran High School Host Club (série télévisée)
- 2012 : Riyū
- 2012 : 37 sai de isha ni natta boku : kenshūi junjō monogatari
- 2013 : Itsuka hi no ataru basho de
- 2013 : Kaen kita no eiyu aterui den
- 2013 : Kamo, kyōto e iku - shinise ryokan no okami nikki
- 2013 : Supesharisuto
- 2013 : Pintokona
- 2013 : Anata ni nita dareka
- 2013 : Kodoku no Missō ~ Hon'yakuka no Satsujin Suiri
- 2014 : Supesharisuto 2
- 2015 : Supesharisuto 3
- 2015 : Gōsuto raitā
- 2015 : Kabukimono : Keiji
- 2015 : Specialist 4
- 2015 : Kekkonshiki no zenjitsu ni
- 2016 : Kenji no shimei
- 2016 : Watashi no uchi niwa, nannimo nai
- 2016 : Kōrudo kēsu : Shinjitsu no tobira
- 2017 : Tsubaki bunguten : Kamakura daishoya monogatari
- 2017 : Zenryoku shissō

## Distinctions
Sauf indication contraire, les informations mentionnées dans cette section peuvent être confirmées par la base de données cinématographiques IMDb,  présente dans la section « Liens externes ».

### Récompenses
- 1974 : Prix Kinema Junpō de la meilleure actrice pour son interprétation dans La Ballade de Tsugaru[3]
- 2011 : Prix Kinuyo Tanaka[4]